# HD 5980
HD 5980は、小マゼラン雲内の星雲を伴う散開星団、NGC 346の中にある連星で、小マゼラン雲の中で最も明るい恒星の1つであるとともに、既知の恒星の中でも最も光度の大きいものの1つである。
HD 5980星系には少なくとも3つの恒星が存在し、高光度青色変光星（LBV）のような爆発を起こすウォルフ・ライエ星と、もう1つのウォルフ・ライエ星が食連星を形成し、やや離れた場所にO型超巨星がある。そのO型星もまた連星である可能性がある。

## 発見
名称が示すとおり、ヘンリー・ドレイパーカタログに記載がある19世紀から知られる天体である。1901年、南天にある奇妙なスペクトルの恒星として初めて特筆され、セッキの分類ではV型（輝線星）に位置付けられた。ドレイパーの分類では輝線を伴うO型とされ、このタイプは後にWa型と呼ばれた。
1960年代から1970年代、明るさとスペクトルが時間で変化することや、食が起こることが発見され、連星であることがわかったが、当初はウォルフ・ライエ星とOB型星の連星と考えられた。更に観測が進むと、食連星の2つの恒星はいずれもウォルフ・ライエ星であることがわかった。また、食から推定した連星の軌道周期に従って波長が変化しない吸収線が発見され、食連星とは別にO型星が存在する三重星と考えられるようになった。
1993年、HD 5980は増光し、それに伴ってスペクトルも変化、これがLBVに特有と考えられる劇的な増光となり、以降観測と理論の両面から大きな関心を寄せられる天体となった。

## 星系

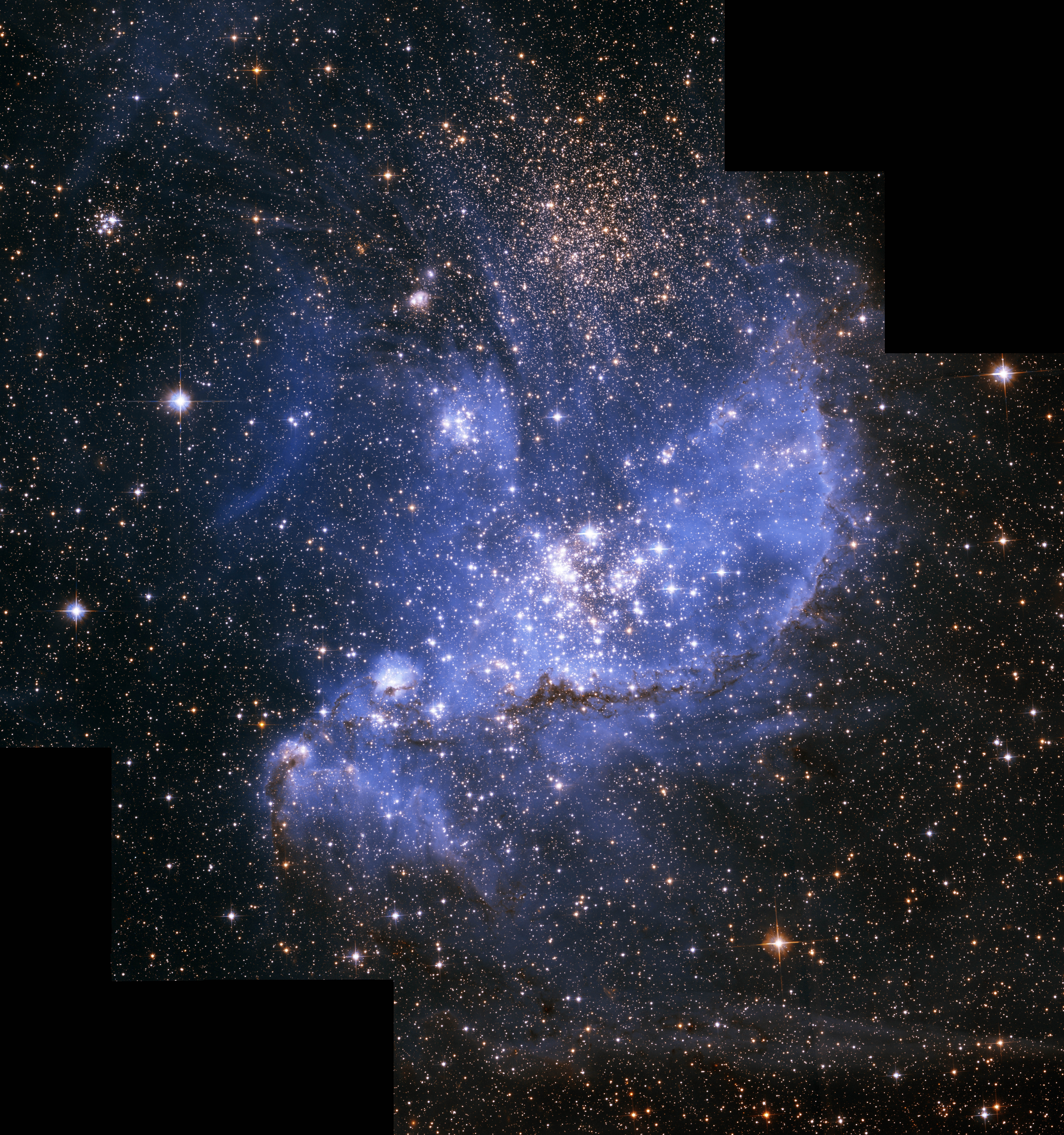
小マゼラン雲中の星雲NGC 346。左上の一際明るい星がHD 5980。（出典: NASA / ESA / A. Nota (STScI/ESA)）

HD 5980は見かけ上単独星にしか見えない。しかし、スペクトルを観測すると、異なる3つの成分が重なっており、3つの高温度星が含まれることがわかる。しかし、1つ1つの成分に分離することは難しく、また、食によって変動したり、3つのうち1つの恒星は固有の変光も示すので、各星の物理的性質は明らかではない。

### HD 5980 A
主星Aは、星系で最も明るい恒星である。1990年前後までは、水素が少ない早期型のウォルフ・ライエ星（WN3型）とみられていたが、1993年にLBVの特徴を示す爆発的な増光を起こした。この時、恒星の直径はおよそ10倍に膨張したと考えられ、表面温度も大幅に低下し、スペクトルは水素の強い輝線を伴うB型超巨星のものへ変化した。時間が経つと、明るさと温度は元に戻った。恒星風及び恒星風同士の衝突によって外層で発生する輝線が重なるため、光球のスペクトルはよく見えない。

### HD 5980 B
伴星Bは、主星と同様ウォルフ・ライエ星である。主星Aと伴星Bは、公転周期約19.3日の視覚的に分離できない連星系を形成している。軌道要素からすると、主星Aと伴星Bの質量は大きく違わないとみられ、軌道傾斜角は86°と推定される。A-B連星系は食連星で、1周期に2回部分食が起こり、副極小の位相が0.36であることから、離心率が0.27の楕円軌道をとっていると推定される。食による減光は、0.2等級に過ぎないが、食の最中に光度曲線が変化したり、スペクトルの輪郭が変形したりしており、伴星Bの周囲には主星Aよりもやや大きいガス領域が存在すると思われる。
伴星Bのスペクトル型は、WN4と分類される。主星Aとあまり違わないが、軌道運動に従って輝線の輪郭が変化することに基づいて、主星Aのスペクトルと区別している。水素の輝線があるが、他の輝線に埋もれている場合が多い。水素の細い吸収線も見られるが、視線速度の変化が連星の軌道運動によるものとは異なり、A-B連星系が起源ではないと考えられる。

### HD 5980 C
水素の細い吸収線によって特定された恒星で、主星A、伴星Bとは異なり、水素が豊富に存在するO型超巨星とみられる。水素の吸収線の波長の時間による変化を調べると、その変化はA-B連星系の軌道運動と異なり、小さくゆっくりであった。この変化は、Cもまた連星系である可能性を示唆する。変化の周期は約96.5日で、これはA-B連星系の公転周期19.3日のほぼ5倍であり、重力相互作用が働く4重連星系であることが期待されるが、見かけ上の多重星である可能性も残されている。
Cの伴星は、中性子星かブラックホールではないかという説もある。チャンドラによる観測で、HD 5980がX線で明るい高温のガス雲に接している、或いは包まれていることがわかり、温度が800万Kにも達する高温ガスは、超新星残骸である可能性が考えられ、そのもととなった超新星は、Cの伴星が起こしたのではないかとされた。更に、HD 5980自体もX線源となっており、Cの伴星の周囲に降着円盤があるのではないか、とも考えられたが、XMM-Newtonによる観測でこのX線の出どころは、A-B連星系で発生する超音速の恒星風の衝突によるものとわかった。

## アウトバースト

HR図上に高光度青色変光星候補を図示したもの。HD 5980 Aは左端と上端に位置する。

1990年頃まで、食以外の目ぼしい変光は記録されていなかったので、主星Aと伴星Bはウォルフ・ライエ星同士の連星であると考えられていた。星系の合成等級は11.7で、主星Aが最も明るい。
しかし、1993年11月にはスペクトルが変化、晩期型のウォルフ・ライエ星（WN6型）に移行し、視等級が10.9へと増光、スペクトル中の吸収線が見えなくなった。増光は、1993年末まで数週間続き、最も明るい時には10.0等に達し、スペクトル型はWN8となった。その後は、急激に暗くなって10.8等級まで減光した。
翌1994年の6月に再び増光し、スペクトルも低温側へ移行、その年の9月には8.6等級を記録したが、この最大光度の瞬間にはスペクトルが記録されておらず、直後の観測ではWN11であった。11月になると、スペクトル型は青色超巨星を示すB1.5Ia+となり、水素や電離した金属の輝線、もしくははくちょう座P型プロファイルが観測された。電離回数の少ない金属では、はくちょう座P型プロファイルの形状はB型超巨星に特徴的なものとなっており、加速膨張する恒星風が生じているとみられる。その1ヶ月後、徐々に暗くなり、スペクトルも高温側へと変化していった。1年経たないうちに、明るさは11等級、スペクトル型はWN8となった。
一連の増光現象が収束した後、明るさは11.3等級、主星Aのスペクトル型はWN6となっている。増光時には、光度が太陽の数百万倍になったとされる。
1993年の増光以前に、1960年頃にも爆発があった可能性が指摘され、およそ40年程度の周期的な活動ではないかとする説もある。主星Aには、静穏期でも周期6時間余りの微小な変光が観測されている。HD 5980での爆発の原理は明らかになっていないが、主星が典型的なLBVの爆発を起こして膨張すると、伴星と激しい相互作用を引き起こし、それが引き金となって大爆発を起こすというシナリオが考えられている。
HD 5980 Aは、典型的なLBVと違って、増光時にスペクトル型がA-F型になるまで温度が低下していない。伴星が存在することで、より高温でもLBVの不安定性が生じている可能性がある。同じような振る舞いをするLBV候補天体には、M33で見つかっているGR 290（ロマーノ星）が挙げられている。

## 進化

小マゼラン雲。赤い斑点のうち中央近くの一番明るいものがNGC 346。

HD 5980が、現在までにどう進化してきたか、今後どう進化してゆくかも、詳しいことはまだわからない。少なくとも3つの恒星のスペクトルが重なり合っている状態では、観測からわかる化学的性質、物理的性質に大きな不定性がある。
小マゼラン雲の天体は一般に金属量が少なく、そのことは恒星、特に大質量星の進化に影響を与える。影響の一例として、ウォルフ・ライエ星が少ないことが挙げられる。銀河系の恒星は、初期質量が太陽の20倍以上であればウォルフ・ライエ星になれるが、金属量の少ない小マゼラン雲の恒星は、初期質量が太陽の45倍以上なければウォルフ・ライエ星にならないと推定され、小マゼラン雲に12個しか見つかっていないウォルフ・ライエ星の全てが、銀河系のウォルフ・ライエ星の平均より質量が大きく、光度も高く、ウォルフ・ライエ星の中でも高温のものばかりで、1つを除いてHD 5980 Aより高温である。また、小マゼラン雲のウォルフ・ライエ星は半数以上が大質量の伴星を従えている。1つを除き、O型星と同じような吸収線がスペクトルに見られ、O型の伴星がある、もしくは、金属量の少なさによるものか恒星風が弱く、光球面が暴露しているのではないかと考えられている。
HD 5980 Cは、通常のO型超巨星と考えられ、スペクトル型はO4からO7まで見積もりに幅がある。現在は、主系列段階を終えて、少し進化した状態で、今後は一般的な恒星進化理論に従って進化すると考えられる。C自身の伴星が存在するかは不明だが、あってもある程度距離が離れており、進化には影響しないとみられる。
ウォルフ・ライエ星同士の連星系の進化は、よりわかりにくい。主星Aと伴星Bは、かなり近接しているが、接触はしていない。主星がLBVのような膨張を起こした際には、主星Aと伴星Bの間の平均距離よりも大きく膨張していたと推測されるが、大量に物質が放出されたことにより疑似光球が発生し、そのように大きく膨張したように見せかけていた可能性もある。伴星Bのように水素が少ない高温のウォルフ・ライエ星は、水素の外層がほぼ吹き飛ばされ、ヘリウム層が暴露している段階で、既に大量の質量を失ったと考えられるが、伴星Bは大質量星である。これは、主星が膨張した際に質量の移動が起こったか、金属量が少ない小マゼラン雲では銀河系とは進化の仕方が異なる可能性がある。
現在のHD 5980 A/B星系に至る進化を説明する理論として、2つの仮説が提唱されている。1つは、初期質量がそれぞれ太陽の90倍と80倍の恒星が、12日周期で公転し、自転速度500km/sである連星系が進化した、というもの。この仮説では、310万年後に19.2日周期で公転するようになると計算され、質量、光度も観測された数値に近い結果が出る。2つの恒星は化学的にほぼ同質で、質量移動は考えない。もう1つの仮説は、初期質量が太陽の150倍と75倍の恒星が、160太陽半径の距離を置いて、16日周期で公転する連星系が進化した、というもの。230万年後、初期質量の大きい恒星はロッシュ・ローブを満たし、相手の恒星に質量が移動する。現在は、更に30万年経過した段階にあるとしている。どちらの仮説も不定性が大きく、決着は付いていない。
将来的に、ウォルフ・ライエ星は核が重力崩壊を起こし、超新星となる。爆発跡には中性子星かブラックホールが残るが、HD 5980の質量からして、残るのはブラックホールと考えられる。また、自転が十分に速ければ、爆発の際にガンマ線バーストを起こす可能性がある。